# Сусуз
Сусуз (тур. Susuz) — город и район в провинции Карс (Турция).

## История
В 1897 году в Сусузе родился курдский писатель Араб Шамилов.